# Остапцы
Остапцы (укр. Остапці) — село, Бондаревский сельский совет, Кременчугский район, Полтавская область, Украина.
Код КОАТУУ — 5322480706. Население по переписи 2001 года составляло 222 человека.

## Географическое положение
Село Остапцы находится на правом берегу реки Рудька, выше по течению на расстоянии в 2 км расположено село Василенки, на противоположном берегу — село Бондари.

## История
- Село Остаповка[2] образовано между 1880 и 1910 годами из хуторов Бригмы[3] и Ховрахи[4] из группы хуторов Омельницких

- В 1911 году в селе Остапцы жило 60 человек.[5]

## Экология
- Около села расположен промышленный пруд-выпарщик ЗАО «Укртатнефть». Сюда уже свыше 20 лет предприятие сбрасывает воды с остатками нефтепродуктов. Площадь пруда ~330 га.